# Lijst van musea in China
Hieronder volgt een lijst van musea in China, gesorteerd per plaats.

## Hangzhou
- Provinciaal Museum Zhejiang

## Hunan
- Provinciaal Museum van Hunan

## Nanjing
- Nanjingmuseum
- Herdenkingshal voor de Slachtoffers van het Bloedbad van Nanjing

## Peking(Beijing)
- Nationaal Museum van China
- Nationaal kunstmuseum van China
- Chinees Militair Museum
- Chinees museum voor wetenschap en technologie
- Paleismuseum
- Tongzhou Museum
- Ullens Center for Contemporary Arts (UCCA)
- Museum van de Tibetaanse cultuur

## Shanghai
- Shanghai-museum
- Propaganda Poster Art Centre

## Shenzhen
- Shenzhen Museum

## Suzhou
- Tuinmuseum van Suzhou
- Museum van Suzhou

## Tianjin
- Tianjinmuseum

## Xi'an
- Terracottaleger
- Geschiedenismuseum van Shaanxi

## Xiamen
- Gu Lang Yu Piano Museum
- Orgelmuseum Gulangyu